# Зелинский, Корнелий Люцианович
Корне́лий Люциа́нович Зели́нский (6 [18] января 1896, Москва — 25 февраля 1970, Москва) — советский литературовед, литературный критик, доктор филологических наук (1964). Член СП СССР (1934).

## Биография
Родители: отец — Люциан Теофилович Зелинский (1870—1941), из старинного польского дворянского рода (документированного с начала XVIII века). В качестве инженера-теплотехника участвовал в строительстве Ливадийского дворца. После революции остался в России и в советское время строил здание Совета Труда и Обороны (ныне Госдумы) в Охотном ряду, работал в Мосстрое и в строительном отделе НКВД. Мать — Елизавета Николаевна Киселева (1869—1945), учительница русского языка и литературы, впоследствии домохозяйка. Младший брат Вячеслав (1900 года рождения) умер в 1936 году. Младшая сестра Тамара (1898—1965), вдова расстрелянного в 1937 году помощника Н. С. Хрущёва М. А. Танина, узница ГУЛАГа, провела 7 лет в АЛЖИРе (Акмолинском лагере жён изменников родины) и смогла вернуться домой только через семнадцать лет, после реабилитации её и мужа в 1954 году.
В 1915 году окончил 6-ю московскую гимназию. В том же году поступил в Московский университет на философское отделение историко-филологического факультета, где учился у таких известных философов как Г. Г. Шпет и И. А. Ильин, и которое успешно окончил в 1918 году. По окончании университета отправился к отцу в Кронштадт, где начал редактировать и печататься в газете «Кронштадтские известия». В 1919—1920 годах работал на Украине, в Киеве, затем в Харькове как военный корреспондент (преимущественно на Южном фронте), в газетах РОСТА (Российское телеграфное агентство), (УКРОСТА) вместе с поэтом-акмеистом Владимиром Нарбутом. О нём Зелинский написал в своих воспоминаниях, изданных в год реабилитации Нарбута (1959). Е. В. Абдуллаев полагает, что именно в это время состоялся дебют Зелинского как литературного критика в литературно-художественной газете «Новый мир», которую редактировал Нарбут, впоследствии расстрелянный в 1938 году. По окончании гражданской войны работал в Совнаркоме УССР в качестве редактора секретно-информационного отдела, а затем секретаря Малого Совнаркома УССР. В 1923 году переехал в Москву, где принимал деятельное участие в литературной жизни как критик.
В круг его знакомых входили В. Маяковский, Вс. Иванов, Л. Леонов, С. Есенин, И. Сельвинский.
Работал корреспондентом «Известий» в Париже, литературным помощником посла СССР Х. Раковского (1926).
Один из основателей (совместно с И. Л. Сельвинским), главный теоретик и литературный критик группы конструктивистов, в которую входили также Б. Агапов, В. Инбер, И. А. Аксенов, Е. Габрилович, В. Луговской, Э. Багрицкий, Н. Панов (Туманный), А. Квятковский. В статьях «Конструктивизм и поэзия», «Госплан литературы», «Конструктивизм и социализм», в книге «Поэзия как смысл» и других работах 1924—1929 годов (см. библиографию) К. Зелинский сформулировал принципы и развил теоретические основы литературного конструктивизма.
Явление конструктивизма им понималось шире, чем просто литературное направление. Оно трактовалось как настроение времени, переходного к социализму. «Это стиль эпохи, её формирующий принцип, который мы найдем во всех странах нашей планеты, где есть человеческая культура, связанная теми или иными путями с культурой мировой». По его мнению, развитие техники меняет и подчиняет человеческую природу, позволяя на единицу силы производить всё большее действие («грузофикация»). Литературный конструктивизм призван осуществлять «грузофикацию» культуры и прежде всего — поэзию, нагружая каждое поэтическое слово всё большим смыслом. Особое значение придавалось «смысловой доминанте» — теме произведения, которому должны подчиняться все его компоненты. Это понимание принципов художественного творчества было раскрыто в книге «Поэзия как смысл» (1929), где логический смысл произведения трактовался уже как формальный элемент (произведение как конструкция), что сближает этот взгляд с формалистическим подходом к литературе; в серии литературно-критических портретов творчество поэтов В. Инбер, Э. Багрицкого, В. Луговского, И. Сельвинского рассматривалось под углом практического воплощения идей литературного конструктивизма в поэзии. С ужесточением идеологического контроля со стороны партии и роспуске большинства литературных объединений Зелинский был вынужден выступить с критикой этого направления (статья «Конец конструктивизма», 1930).
К. Л. Зелинский был одним из участников встречи советских писателей с членами правительства, состоявшейся 26 октября 1932 года в Москве на квартире Горького с участием Сталина, Молотова, Кагановича, Ворошилова и Постышева. Обсуждались вопросы, связанные с созданием творческого союза советских писателей. Об этом он — единственный из многочисленных присутствовавших — оставил подробные записи. Один из первых членов новосозданного Союза писателей СССР (с 13 мая 1934 года).
В предвоенные годы Зелинский содействовал изданию посмертного сборника новелл А. С. Грина, для которого написал предисловие. Выражение «Гринландия», впервые там появившееся, используется до сих пор. Зелинский — один из авторов книги «Канал имени Сталина» (1934). Начиная с этого времени, в течение двадцати лет (1934—1955) он устранился от активного участия в литературной деятельности, не выпуская книг и ограничиваясь лишь рецензиями и небольшими статьями в периодике. В 1940 году в числе других рецензентов написал для издательства Гослитиздат критический отзыв на предложенную М. Цветаевой к изданию книгу её стихов, большей части написанных в эмиграции, охарактеризовав её как «формализм». Книга не была напечатана, что разрушило надежды Цветаевой начать полноценно печататься после её возвращения в СССР.
Во время ташкентской эвакуации Корнелий Зелинский вместе с Александром Тихоновым занялся изданием единственного за долгие годы небольшого сборника стихов «Анна Ахматова. Избранное. Стихи». Правда, работа над сборником и предисловием к нему проходила негладко: Зелинский не всегда был согласен с подборкой стихов, он настаивал на включении ряда стихотворений патриотического звучания («Лондонцам», «Путем всея земли», «Но я предупреждаю»). По словам Л. Чуковской, которая участвовала в составлении подборки стихов, автором вступительной статьи к сборнику за подписью Зелинского была она сама. Окончательное одобрение переработанного сборника и разрешение на его публикацию необходимо было получать на самом верху, поэтому Зелинский ездил в Москву на прием к тогдашнему начальнику Управления агитации и пропаганды ЦК ВКП(б) Г. Ф. Александрову и смог такое разрешение получить. Издание было опубликовано в Ташкенте с большими задержками и трудностями только лишь в мае 1943 года.
Зелинский близко знал А. А. Фадеева и его семью, в конце сороковых — начале пятидесятых годов работал над неизданной впоследствии книгой о нём под названием «Советский писатель». В урезанном виде она вышла как «А. А. Фадеев» в 1956 году. Воспоминания о драматических событиях последних лет жизни Фадеева под рабочим названием «В июне 1954 года» были опубликованы лишь в 1989 году.
По рекомендации А. М. Горького Зелинский начал заниматься развитием национальных литератур народов, вошедших в состав СССР. В 1950-е годы играл ведущую роль в научном изучении украинской, латвийской, литовской и других литератур. Им написаны книги «Литературы народов СССР» (1959), «Октябрь и национальные литературы» (1967). В сферу его литературных интересов входили также советские и зарубежные писатели, как А. М. Горький, А. Толстой, М. Шагинян, П. Васильев, Д. Гулиа, Джамбул, Р. Роллан, Сальваторе Квазимодо и другие.
Благодаря его многолетним усилиям и неоднократным обращениям к А. Фадееву, К. Федину, М. Шолохову, Н. Тихонову и другим влиятельным советским писателям, а также в отдел культуры ЦК КПСС был снят двадцатилетний (с 1934 года) и крайне редко нарушавшийся фактический запрет на публикацию книг Сергея Есенина. В 1953 году стихи поэта были изданы в Малой серии библиотеки поэта, с 1955 года большими тиражами, с переизданиями — двухтомник (совместно с П. И. Чагиным). В 1961 году было издано пятитомное собрание сочинений поэта (тираж 500 000!) со вступительной статьёй К. Зелинского. Под его руководством и деятельном участии было начато научное изучение и обобщение творчества поэта.
В период 1948—1969 годов (с перерывами) К. Л. Зелинский — старший научный сотрудник института мировой литературы им. А. М. Горького. Принял участие в организованной в государственных масштабах идеологической кампании по осуждению лауреата Нобелевской премии Бориса Пастернака, выступив с пространной и резко критической речью на известном заседании Союза писателей 31 октября 1958 года:
…передо мной внутренний эмигрант, враг, совершенно враждебный идейно, человечески, во всех смыслах чужой человек. […] Я не хочу перечислять всю эту мерзость, дурно пахнущую, оставляющую очень скверное впечатление. […] имя Пастернака сейчас на Западе, откуда я приехал, это синоним войны. Пастернак — это знамя холодной войны. […] Пастернак одинок, это самый жалкий реакционный отщепенец. […] мы должны сказать этому человеку, который перестал быть советским гражданином: «Иди, получай там свои 30 сребреников! Ты нам сегодня здесь не нужен, а мы будем строить тот мир, которому мы посвятили свою жизнь!»
Впоследствии выражал сожаление о своём участии в травле Пастернака:
[…]В прежние годы, подобно многим писателям, я стремился быть на уровне общественно-политических устремлений сегодняшнего дня. Но это далеко не всегда приводило к хорошему. У меня осталось тягостное чувство от своего выступления по поводу «Доктора Живаго» Б. Пастернака. Я мог просто не прийти на это собрание, как десятки других писателей. Это выступление не было продиктовано глубокой внутренней потребностью, скорей говорило о желании не отстать от других… […] Этот удар причинил больше горя мне, нежели тому, кому он предназначался.
Сын писателя, Владимир Зелинский вспоминает:
«Пастернаковская история» для отца выявила кризис, который тлел и до и после нее. И он как-то пытался с ним сладить. Но чтобы сладить, нужно было добиться, если не одобрения, то по крайней мере, неосуждения, а лучше забвения того, что случилось, но этого он как раз и не добился. Не получил его даже со стороны тех, кто тащил его, подталкивая на трибуну, и это особенно было обидно. Сохранилось несколько писем, написанных как бы по кильватерному следу, оставшемуся после этой истории. Привожу отрывок одного из них (неизвестно, отправленного или нет) поэту Степану Щипачеву:
 
«Помните ли Вы, Степан Петрович, как на писательском собрании по поводу «Доктора Живаго» Вы с одобрением отозвались при встрече за сценой о моем злосчастном выступлении? Много воды утекло с тех пор, но и много горечи. Не хотелось бы вспоминать об этом эпизоде, но лучше рассказать о его последствиях Вам, нежели обнародовать эти последствия на каком-нибудь открытом партийном собрании... Мне же это выступление обошлось исключительно дорого и едва ли не стоило мне жизни...
Я потерял и друга и безусловно упал во мнении многих людей, которых я не переставал и не перестаю уважать»..
В шестидесятых годах К. Зелинский пересмотрел свою роль «солдата партии» на идеологическом фронте, каким он и многие советские писатели себя считали.
Мы росли, думали, учились писать в те годы, когда каждая самостоятельная мысль попадала под огонь. Нужны были мысли-воины, а не мысли-цветы. Вот почему большинство стремилось одеться в серую одежду […]. Мы, наше поколение, должно было думать, поймите — думать в те годы, когда мы прислушивались по ночам к стуку в дверь, когда тысячи и тысячи из нас исчезали и физически и политически из жизни. Все это не могло пройти бесследно […]Страх — это лучевая болезнь, следы которой не проходят быстро. Разумеется, речь идет не о первичном или даже вульгарном страхе, который насылает на нас инстинкт самосохранения. Речь идет о чувстве, которое порождалось разрушением веры в ценности, которым посвятили наши жизни (Из письма М. Шагинян 8 сентября 1960 г.).
В 1968 году в личном письме к К. Федину 12 марта 1968 года поддержал открытое письмо А. И. Солженицына съезду писателей об отмене цензуры. Переписка с Солженицыным, в частности, его очень высокая оценка идей и творчества последнего, привела в итоге к фактическому запрету на выезд из СССР и увольнению с работы в ИМЛИ им. А. М. Горького (из указанного письма к Федину 1968 г.).
Зелинскому принадлежат критические обзоры и статьи по общим вопросам советского литературоведения и эстетики («О лирике», 1946; «Камо грядеши», 1960; «Парадокс о критике (К спорам о жанре)», 1961; «Литература и человек будущего», 1962). Многолетний (1957—1970) член редколлегии журнала «Вопросы литературы».
В 1959 году опубликовал книгу «На рубеже двух эпох. Литературные встречи 1917—1920 годов», затем она была продолжена в книге воспоминаний «В изменяющемся мире» (1969).
Награждён орденом Трудового Красного Знамени и медалями.

## Семья и дети
Корнелий Зелинский был женат четыре раза: 
- Первая жена — Евдокия Рафинская, в браке с ней родился сын Кай (1924—1964).
- Вторая жена (с 1927 года) — Елена Моисеевна Зелинская-Вольфельд (1903—1983), преподавательницa французского языка, которая в 1942 году родила сына Владимира (священник, автор многих религиозно-философских трудов, написанных на разных языках, живёт в Италии).
- Третья жена (с 1946 года) — Екатерина Беляева, от этого брака сын Александр (род. 1949), предприниматель и издатель литературного наследия своего отца.
- Четвёртая жена — Людмила Васильевна Занковская, литературовед.

Жил в Москве в «Доме писательского кооператива» (Камергерский переулок, 2) и на даче в писательском поселке Переделкино (ул. Довженко, 6).
Похоронен на кладбище в Переделкино.

### Книги
- Зелинский К. Л. Поэзия как смысл. Книга о конструктивизме. — М.: «Федерация», 1929.
- Зелинский К. Л. Критические письма. — М.: Федерация, 1932
- Зелинский К. Л. Семейная хроника Ларцевых. — Изд. писателей в Ленинграде, 1933.
- Зелинский К. Л. Критические письма. — М.: Советская литература, 1934.
- Зелинский К. Л. Джамбул. — М.: Советский писатель, 1955.
- Зелинский К. Л. А. А. Фадеев. — М.: Советский писатель, 1956.
- Зелинский К. Л.(в соавторстве с Х. Бгажбой). Дмитрий Гулиа. — М., 1956.
- Зелинский К. Л. Литературы народов СССР. — М.: Гослитиздат, 1957.
- Зелинский К. Л. На рубеже двух эпох. — М., 1959.
- Зелинский К. Л. Октябрь и национальные литературы. — М.: Художественная литература, 1967.
- Зелинский К. Л. На рубеже двух эпох: Литературные встречи 1917—1920. — изд. 2-е. — М.: Советский писатель, 1962.
- Зелинский К. Л. Легенды о Маяковском (брошюра) — Б-ка Огонек, № 45. — М.: Правда, 1965. — 63 с.
- Зелинский К. Л. В изменяющемся мире. — М.: Советский писатель, 1969. — 424 с., 20 000 экз.
- Зелинский К. Л. Советская литература: Проблемы и люди (на англ. яз.) Soviet : Problems and people. — М.: Прогресс, 1970. — 276 с.
- Зелинский К. Л. На литературной дороге. Очерки, воспоминания, эссе / Сост. и публ. А.К. Зелинского. — Подольск: Академия-XXI, 2014. — 495 с. — ISBN 978-591428-050-2.
- Зелинский К. Л. Поэзия как смысл. Книга о конструктивизме. / Сост. и публ. А.К. Зелинского, предисл. Д. Давыдова.. — М.: ОГИ, 2016. — 528 с. — ISBN 978-5-94282-768-7.

### Статьи, публикации
- Зелинский К. Стиль и сталь. — М.: «Известия», 1923, 1 июня.
- Зелинский К. Конструктивизм и поэзия. — М.: в сб. «Мена всех», 1924.
- Зелинский К. Идеология и задачи советской архитектуры. — М.: Леф № 3 (7), 1925.
- Зелинский К. Госплан литературы. — М-Л.: в сб. . «Госплан литературы, Круг, 1925.
- Зелинский К. НОТ художественного языка. — М-Л.: в сб. . «Госплан литературы, Круг, 1925.
- Зелинский К. Конструктивизм и социализм. — М.: в сб. «Бизнес», Госиздат, 1929.
- Зелинский К. Конец конструктивизма. — М.: журн.  «На литературном посту», № 20, 1930.
- Зелинский К.Л. Процесс против тех, из-за кого болен мир («Жизнь Клима Самгина»). — М.: издано отд. брошюрой, 1931.
- Зелинский К. Жизнь и творчество А. С. Грина. // Грин А. С. Фантастические новеллы. — М., 1934. — С. 3-35[22]
- Зелинский К. Л. Борьба с немецкой агрессией в русской литературе (Брошюра). — М-Л.: Издательство Академии наук СССР, 1941.
- Зелинский К. В. Г. Белинский. (К столетию со дня смерти). Брошюра.// Латгосиздат, Рига, 1948, 53 с.
- Зелинский К. Л. Поэзия Сергея Есенина // Сергей Есенин. Собр. соч. в двух томах. — М., 1956. т.1
- Зелинский К. Л. Камо грядеши? // Литературная газета, 5 и 10 марта, 1960.
- Зелинский К. Л. «Мысли о нашем веке» журн. «Новое время», 1961, № 45
- Зелинский К. Л. «Парадокс о критике» журн. «Октябрь». 1961. № 12.
- Зелинский К. Л. Литература и человек будущего. // Вопросы литературы. — 1962. — № 2.
- Зелинский К. Л. В «Красной Нови» в 1923 году // Воспоминания о Сергее Есенине. — М.: Московский рабочий, 1965.
- Зелинский К. Л. В июне 1954 года (воспоминания о Фадееве), публ. А.Зелинского, журн. «Вопросы литературы», 1989, № 6.
- Зелинский К. Л. Одна встреча у М.Горького, публ. А.Зелинского, журн. «Вопросы литературы», 1991, № 5.

## Архив
В Российском государственном архиве литературы и искусства хранится объемный личный фонд К. Л. Зелинского, который насчитывает 1452 единицы хранения и охватывает период с 1980 по 1970 гг. В фонде содержатся многочисленные рукописи (статьи, исследования, очерки, заметки, доклады и воспоминания), дневниковые записи, переписки, фотографии, материалы о работе К. Л. Зелинского в Комиссии по литературному наследию С. А. Есенина и др.